# Legends Never Die (R.A. the Rugged Man)
Legends Never Die è il secondo album del rapper statunitense R.A. the Rugged Man.

## Tracce
1. Still Diggin Wit Buck – 1:34
2. The People's Champ – 3:55
3. Definition of a Rap Flow (feat. Amalie Bruun) – 3:29
4. Learn Truth (feat. Talib Kweli) – 3:16
5. Bang Boogie – 1:55
6. Tom Thum – 3:12
7. Holla-Loo-Yuh (feat. Tech N9ne and Krizz Kaliko) – 3:12
8. Media Midgets – 3:43
9. Shoot Me in the Head – 3:54
10. Legends Never Die (Daddy's Halo) – 3:21
11. The Dangerous Three (feat. Masta Ace and Brother Ali) – 3:58
12. Luv to Fuk (feat. Eamon) – 4:19
13. Underground Hitz (feat. Hopsin) – 2:49
14. Laugh, Clown, Laugh – 2:55
15. Sam Peckinpah (feat. Sadat X and Vinnie Paz) – 3:18
16. Outro – 0:32
17. Still Get Through The Day (feat. Eamon) – 3:36